# Labinot Bajrami
Labinot Bajrami (* 4. Juni 2005 in Winterthur) ist ein Schweizer Fussballspieler.

## Karriere
Bajrami wuchs in seiner Geburtsstadt Winterthur auf und spielte für die Nachwuchsmannschaften des FC Winterthur. 2019 wechselte er zum Grasshopper Club Zürich, 2021 zu dessen Stadtrivalen FC Zürich. Bereits in der Saison 2021/22 kam er als erst 16-Jähriger zu ersten Einsätzen für die U21-Mannschaft in der Promotion League, der dritthöchsten Schweizer Spielklasse. Dabei gelangen ihm am 6. April 2022 2 Tore in einem Spiel gegen die zweite Mannschaft des FC Basel. In der Saison 2022/23 wurde er Stammspieler der zweiten Mannschaft und erzielte 10 Tore in 29 Spielen. In der darauffolgenden Saison gelangen ihm 18 Tore in 21 Spielen, womit er Torschützenkönig der Promotion League wurde. Am 3. Mai 2024 verlängerte er seinen bis 2025 laufenden Vertrag beim FC Zürich vorzeitig um drei Jahre bis 2028. Kurz danach, am 12. Mai, kam er zu seinem Debüt in der ersten Mannschaft, als er im Auswärtsspiel gegen den FC Winterthur in der 64. Minute beim Stand von 2:1 für Jonathan Okita eingewechselt wurde. Am 20. Mai kam er in einem Spiel gegen den FC Lugano zu einem weiteren Teileinsatz.
Im Hinblick auf seinen langfristigen Vertrag waren die Erwartungen für die Saison 2024/25 hoch. Bajrami wurde für die Ligaspiele der ersten Mannschaft aber zumeist nicht einmal ins Kader berufen. Lediglich am 8. August kam er im Conference-League-Qualifikationsspiel gegen Vitória Guimarães zu einem Teileinsatz, als er in der 63. Minute beim Stand von 0:1 gegen Juan José Perea eingewechselt wurde. Daneben spielte er am 3. August wieder für die U21-Mannschaft.
Am 18. August 2024 wurde Bajrami im Cupspiel gegen den FC Zug 94 in der 62. Minute beim Stand von 2:0 für Fernand Goure eingewechselt, in der 80. Minute aber wieder gegen Juan José Perea ausgewechselt. Der Trainer Ricardo Moniz rechtfertigte sein ungewöhnliches Vorgehen damit, dass Bajrami sich seinen Anweisungen zum Pressing widersetzt und ihn sogar vulgär beschimpft habe. Bei der Auswechslung bewarf Bajramis erzürnter Vater den Trainer mit einem Schirm und verfehlte ihn nur knapp. Die Partie wurde daraufhin kurz unterbrochen. Am 21. August vermeldete der FC Zürich, dass Bajrami aufgrund seines Verhaltens für unbestimmte Zeit in die U21-Mannschaft des Vereins versetzt werde. Sein Vater wurde mit einem schweizweiten Stadionverbot belegt. Moniz sagte an einer Pressekonferenz am 31. August, dass er für Bajrami keine Zukunft mehr beim FC Zürich sehe. Er wünsche ihm aber alles Gute für seine Zukunft. Admir Mehmedi kritisierte auf blue Sport den Umgang mit Bajrami. Es sei «fragwürdig», binnen weniger Wochen dreimal Spieler ein- und wieder auszuwechseln (dasselbe war zuvor Doron Leidner und Jonathan Okita widerfahren). Ausserdem treffe Bajrami keine Schuld am Verhalten seines Vaters. Man hätte die Angelegenheit besser intern klären sollen, statt den noch jungen und unerfahrenen Spieler öffentlich an den Pranger zu stellen. Ähnlich äusserte sich Daniel Gygax bei Blick.
Am 2. September wechselte Bajrami schliesslich leihweise zum FC Winterthur, wo er in seinem ersten Ligaeinsatz am 22. September gegen die Young Boys gleich von Anfang an spielen durfte und zum zwischenzeitlichen 1:1-Ausgleich traf.